# Samsung Galaxy Tab 10.1
Il Galaxy Tab 10.1 è un tablet computer prodotto dall'azienda sudcoreana Samsung, evoluzione del Galaxy Tab 7', facente parte della serie Samsung Galaxy.
È il primo tablet con sistema operativo Android Honeycomb 3.1 e nel 2011, con la versione Slim, è il tablet più sottile sul mercato, con i suoi 8,6 mm di spessore.
È stato reso disponibile negli Stati Uniti da inizio giugno 2011 nella sola versione Wi-Fi, mentre in Italia è stato commercializzato dal 7 luglio 2011 nella versione Wi-Fi + 3G.

## Versioni
- Samsung Galaxy Tab 10.1v GT-P7100: modello con schermo da 10.1" dotato di connettività 3G + Wi-Fi;
- Samsung Galaxy Tab 10.1 GT-P7500: modello con schermo da 10.1" dotato di connettività 3G + Wi-Fi;
- Samsung Galaxy Tab 10.1 GT-P7510: modello con schermo da 10.1" dotato di connettività Wi-Fi.

## Caratteristiche software
Il Samsung Galaxy tab 10.1 è equipaggiato con sistema operativo Android Honeycomb 3.1 personalizzato da Samsung con la sua interfaccia TouchWiz che è composta da:
1. Pannelli L!ve: Un insieme di widget personalizzati e pannelli che forniscono contenuti aggiuntivi. I widget sono ridimensionabili;
2. Mini Apps: Un ulteriore dock-bar che dà accesso alle applicazioni più comunemente utilizzate;
3. Social Hub: un'applicazione di messaggistica integrata che unifica le caselle di posta di più servizi come Gmail, Facebook, Twitter e molti altri, suddividendoli in "Feed" (aggiornamenti) e "Messaggi".
4. Music Hub.

## Caratteristiche hardware
Il Galaxy tab 10.1 slim è dotato di un processore NVidia Tegra2 Dual-Core da 1 GHz e di 1 GB di memoria ram. Dispone inoltre di un giroscopio a tre assi.
In questo tablet gli unici tasti fisici presenti sono quello di accensione e il bilanciere del volume, mentre i tasti "Home", "Menu" e "Indietro" sono virtuali.
Il Galaxy tab 10.1 è munito di due altoparlanti a differenza del suo principale concorrente, l'iPad 2 di Apple, per offrire un'esperienza uditiva naturale. Possiede inoltre un'unica porta proprietaria che serve per ricaricare e sincronizzare il Galaxy con il pc.
Il tablet offre la possibilità di registrare video in HD grazie alla fotocamera posteriore da 3MP munita di flash a led e di effettuare videochiamate tramite Google Talk grazie alla videocamera anteriore da 2 MP.
Per il Galaxy tab 10.1 sono disponibili numerosi accessori, quali tastiere e connettori che permettono di sfruttare al meglio le potenzialità di questo tablet.